# Lanišće (Kršan)
Lanišće is een plaats in de gemeente Kršan in de Kroatische provincie Istrië. De plaats telt 90 inwoners (2001).